# Pyrinioides aurea
Pyrinioides aurea är en fjärilsart som beskrevs av Butler 1881. Pyrinioides aurea ingår i släktet Pyrinioides och familjen Thyrididae. Inga underarter finns listade i Catalogue of Life.